# نادي ريغا
نادي ريغا هو نادي كرة قدم لاتفي من مدينة ريغا يلعب في الدوري اللاتفي الممتاز،تأسس النادي في 2014.